# Sorbet
Un sorbet ou sorbet glacé est un entremets glacé qui, contrairement à la crème glacée, ne contient pas de crème, de lait ou de jaune d'œuf. Souvent consommé comme dessert, il est préparé à partir d'une purée ou d'un jus de fruits auquel on ajoute un sirop de sucre.

## Étymologie
Le mot sorbet vient de l'italien sorbetto, issu du turc şerbet, lui-même issu du persan شربة, « šarbat » (« boisson élaborée à partir d'eau et d'un jus ou d'un sirop de fruit sucré »), tous dérivant du verbe arabe شرب / ch(a)rab / qui signifie « boire ».

## Histoire
Les sorbets remontent à 3000 avant J-C. On pense que les cultures asiatiques ont découvert les racines du sorbet sous forme de glace pilée mélangée d'arômes. Cinq cents ans plus tard, en Égypte, cette même pratique fut imitée lorsque les pharaons offraient aux visiteurs une tasse de glace mélangée à des jus de fruits. Les premières traces de boisson glacée peuvent même être vues dans la Bible, dans laquelle Isaac offrait à Abraham du lait de chèvre mélangé à de la neige[source secondaire nécessaire]. 
En Chine, on préparait des sorbets en mettant des jus de fruits ou du vin dans des tonneaux sur lesquels on faisait couler un mélange de neige et de salpêtre (qui abaisse le point de congélation de l’eau). À la même époque, dans le monde perse, on fabriquait, de la même façon, des Faloudeh, une recette d’eau de rose, de jus de citron et de vermicelles de riz rapidement refroidis dans de l’eau glacée. le principe de servir un dessert glacé est connu depuis l'Antiquité par les Perses, les Grecs et les Romains. 
Dans l’Antiquité, à la cour d’Alexandre le Grand, on préparait des boissons glacées en mélangeant des fruits écrasés avec du miel et de la neige. Cette technique se perpétua chez les Grecs au cours des siècles suivants. Elle fut ensuite reprise par les Romains, qui faisaient transporter, depuis les Alpes, le Vésuve ou l’Etna jusqu’à Rome, des tonnes de neige tassée et des blocs de glace protégés par de la paille et des fourrures. À l’arrivée, neige et glace des montagnes étaient enfouies dans des puits pour être conservées. Néron, empereur romain, en régalait ses invités, pratique que Sénèque trouve hors de prix. En Europe, la recette de la glace disparait plus ou moins après l’effondrement de l’Empire romain[réf. nécessaire].

Au IXe siècle, les califes de Bagdad dégustent des sharābs, sirops de fruits et de fleurs servis avec du sucre et de la glace fabriquée à partir de la neige glacée du mont Liban que les Arabes rapportent à dos de chameaux. La même technique est employée pour alimenter Beyrouth, Damas et Le Caire.

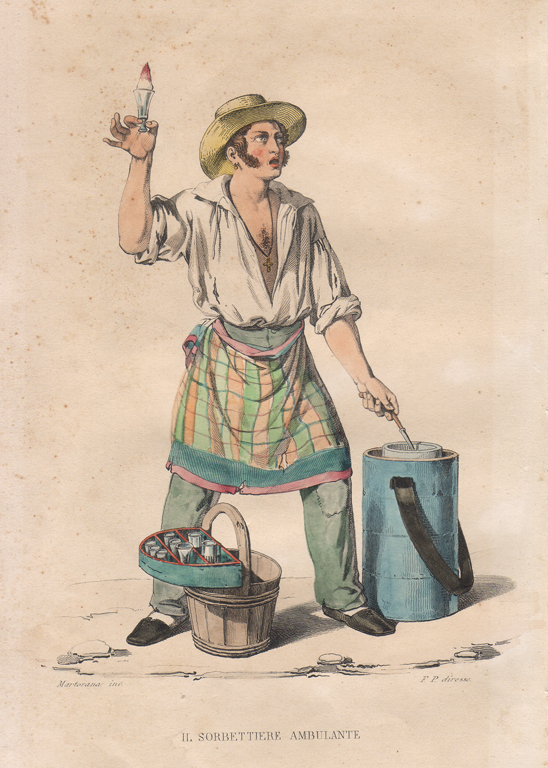
Vendeur ambulant de sorbets à Naples (gravure de 1853).

Au Moyen Âge, en Andalousie, les Maures améliorent la recette en remplaçant le miel par le sucre. À l’instar de certaines villes de Sicile, à Grenade et Séville, une corporation a pour tâche de conserver et de vendre de la glace pilée, enveloppée dans des sacs de jute et descendue à dos de mules depuis la Sierra Nevada. Les sirops et les sorbets se préparent alors à base de fruits, d'herbes, d'épices et de fleurs.
Les croisés découvrent le sorbet au Moyen-Orient, et les marchands vénitiens rapportèrent au Moyen Âge, depuis le Levant, la recette du sorbetto. 
Selon une tradition populaire, ce n'est qu'au XVIe siècle qu'il fait son apparition à la cour de France, grâce notamment à Catherine de Médicis qui amène avec elle ses pâtissiers-glaciers. Cette légende est manifestement fausse puisqu'aucun cuisinier italien n'a été recensé à la cour de France durant le règne de Médicis (voir mythe italien dans la cuisine française). 
Plus tard, le sorbet assure le succès du Café Procope qui ouvre à Paris en 1686 et qui le sert avec du café et du chocolat. On y offre quatre-vingt sortes de sorbets, à la menthe, au girofle, à la pistache, à la jonquille, à la bergamote, au raisin, etc.
Les cuisiniers cherchent à inventer de nouvelles recettes. La pêche Melba apparaît en 1893, cadeau offert par Auguste Escoffier à la cantatrice Nellie Melba. Le cornet, gaufre enroulée en forme de cône dans lequel on dépose une boule de sorbet ou de crème glacée pour faciliter la consommation, devient populaire au début du XXe siècle. 
Aujourd'hui, le sorbet est le plus souvent composé de fruits. Il est parfois mélangé à de l'alcool, ce qui abaisse la température de fusion de l'ensemble, et rend le sorbet plus moelleux. Les machines à sorbet n'injectent pas autant d'air dans la glace que les machines à crème glacée, car les sorbets, qui ne contiennent pas de crème, épaississent plus facilement. Cette différence est le fait qu'ils contiennent beaucoup plus de fruits qu'une crème glacée, ce qui leur confère une saveur fruitée plus prononcée. Néanmoins, pour minimiser le coût des produits agricoles contenus dans un litre de sorbet fini, les transformateurs (industriels ou artisans), règlent leurs turbines pour un foisonnement maximal afin d'obtenir du sorbet contenant jusqu'à 50 % d'air. En France, l’appellation commerciale « sorbet » est cependant limitée à des produits glaciers bien spécifiques tels que définis par la Direction générale de la Concurrence, de la Consommation et de la Répression des fraudes,.

## Réglementation

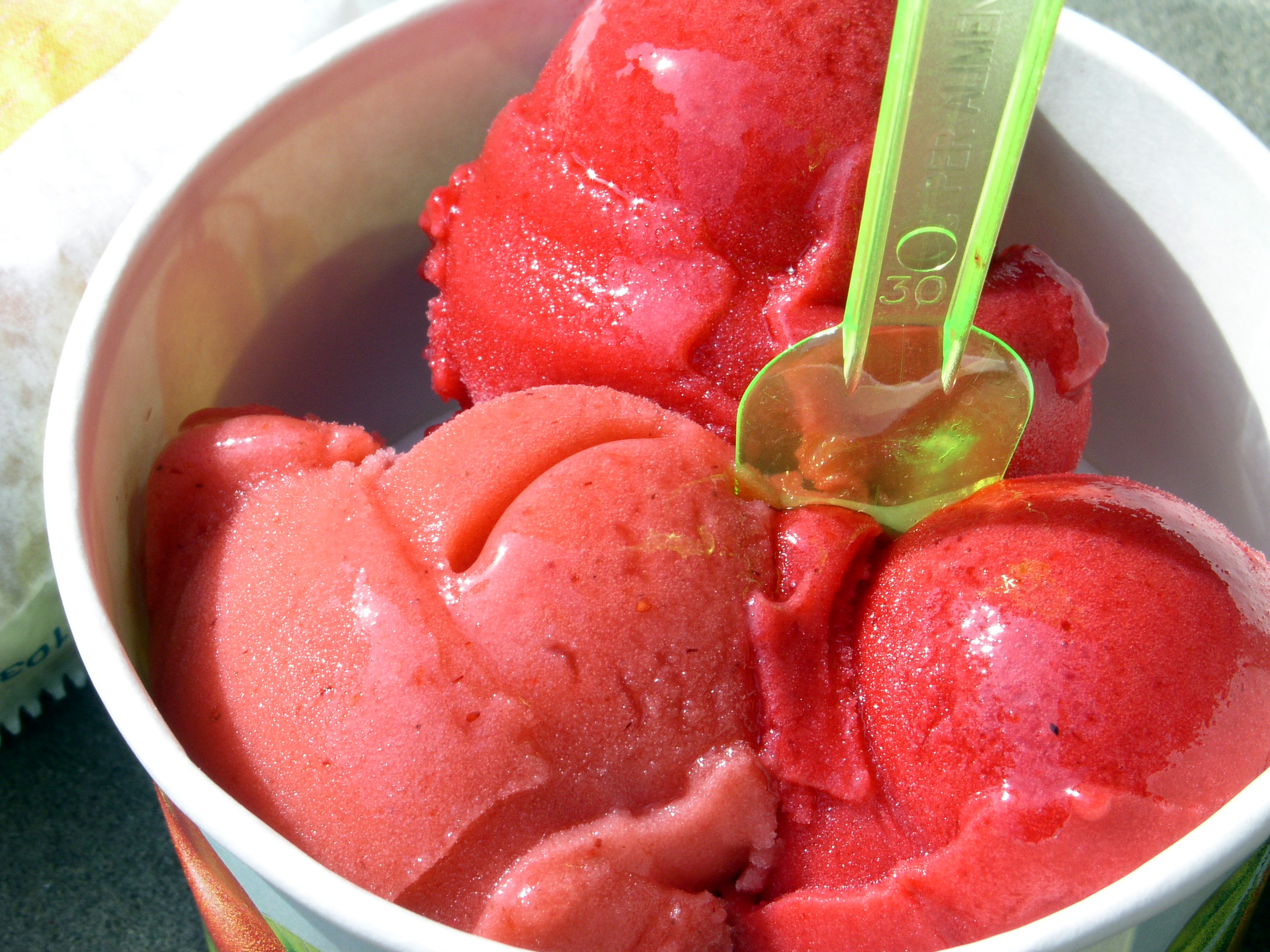
Sorbet à la fraise.

Le pourcentage minimum de fruits dans les sorbets aux fruits était auparavant de 35 %.
Selon la réglementation française actuelle, les sorbets aux fruits doivent contenir au minimum 25 % de fruits, sauf lorsqu'ils contiennent des fruits acides comme le citron ou l'orange (minimum 15 %) ou des fruits à coque (minimum 5 %). Par ailleurs, aucune matière grasse ne doit être ajoutée lors de la fabrication du produit. 
Un sorbet peut porter l'appellation « sorbet plein fruit », il doit alors contenir au minimum 45 % de fruits pour les sorbets au fruits usuels, 15 % pour les sorbets aux fruits acides et à saveur forte et 5 % pour les sorbets aux fruits à coque. 
Il existe également des sorbets aux légumes, qui doivent contenir au minimum 25 % de légumes. Ce minimum est plus faible pour les sorbets aux légumes forts comme le poivron ou le céleri, qui doivent contenir 10 % de légumes min.

## Sorbetières

Schéma d'une sorbetière

Une sorbetière permet de réaliser des crèmes glacées et des sorbets. Elle permet de descendre la température d'une préparation tout en évitant la formation de cristaux. La méthode usuelle est de turbiner la préparation pendant son refroidissement.
Il y a différents types de sorbetière :
- sorbetière simple : on la place dans le congélateur ;
- sorbetière autonome : elle possède son propre système de réfrigération ;
- sorbetière à accumulation : grâce à une solution aqueuse placée au congélateur à l'avance, on restitue le froid lors du turbinage de la préparation. La solution est alors contenue soit dans un disque qui se place au fond du bol de la sorbetière, soit dans les parois du bol ;
- sorbetière manuelle : on la fait tourner grâce à une manivelle.

Ces machines sont assez pratiques ; elles permettent de faire des crèmes glacées ou des sorbets de ménage assez rapidement.

Galerie
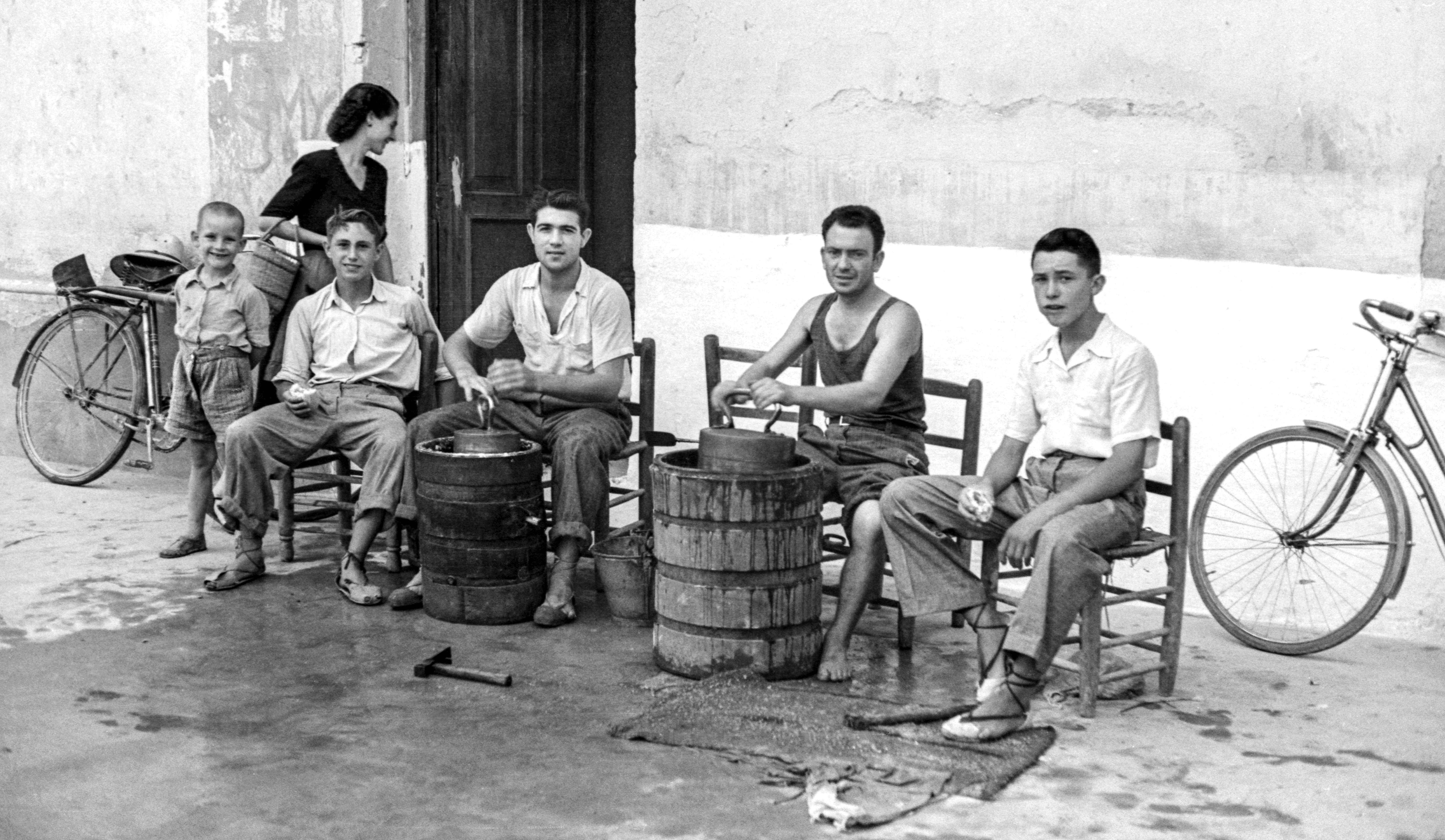
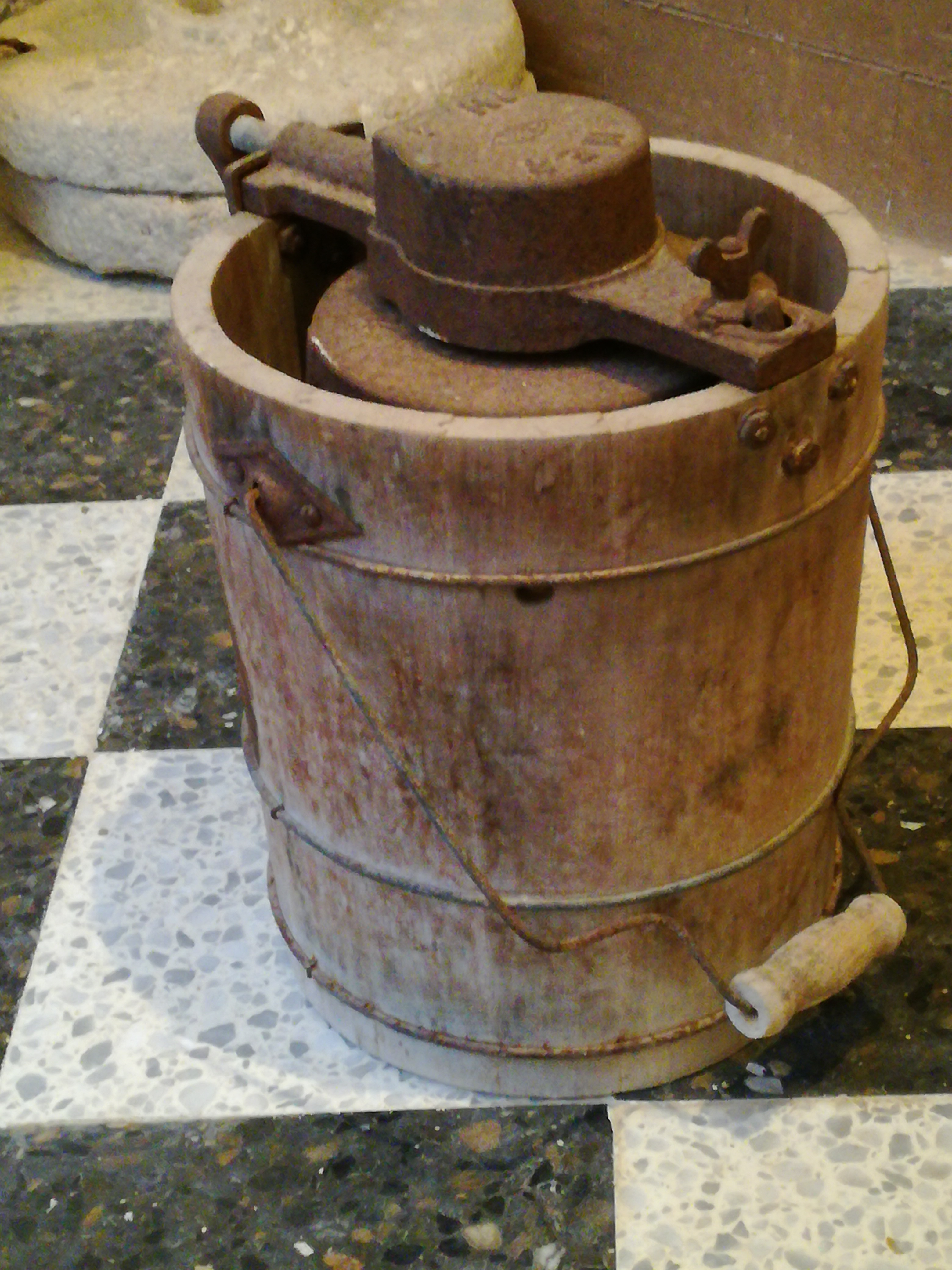
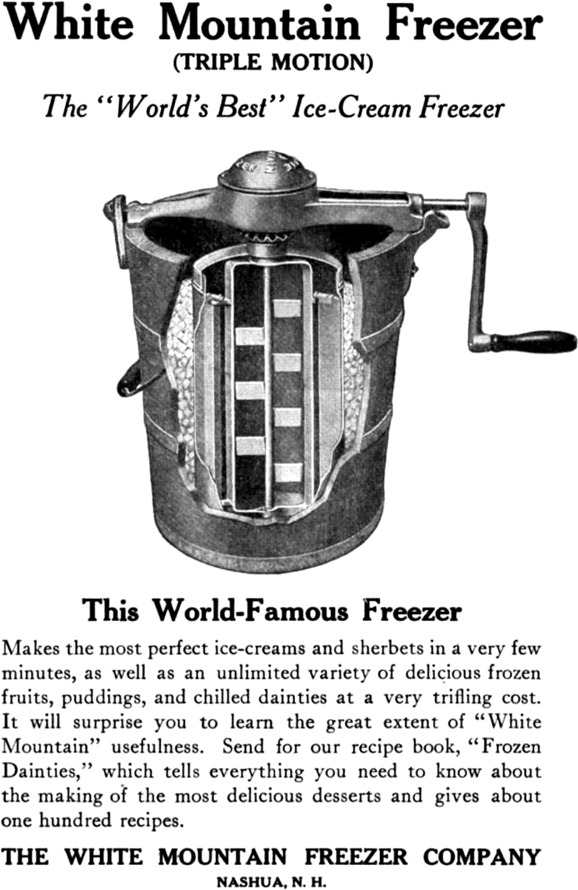
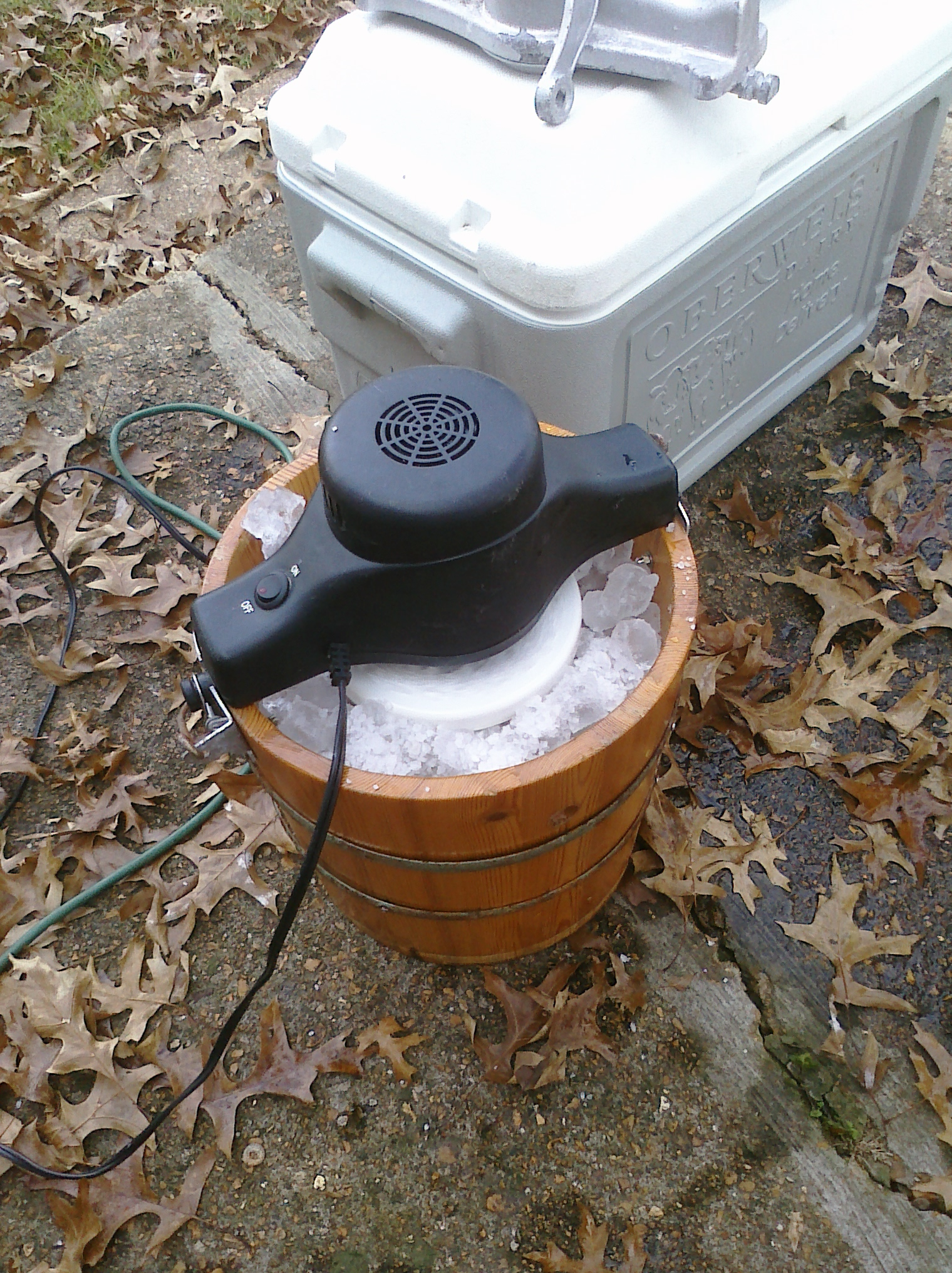
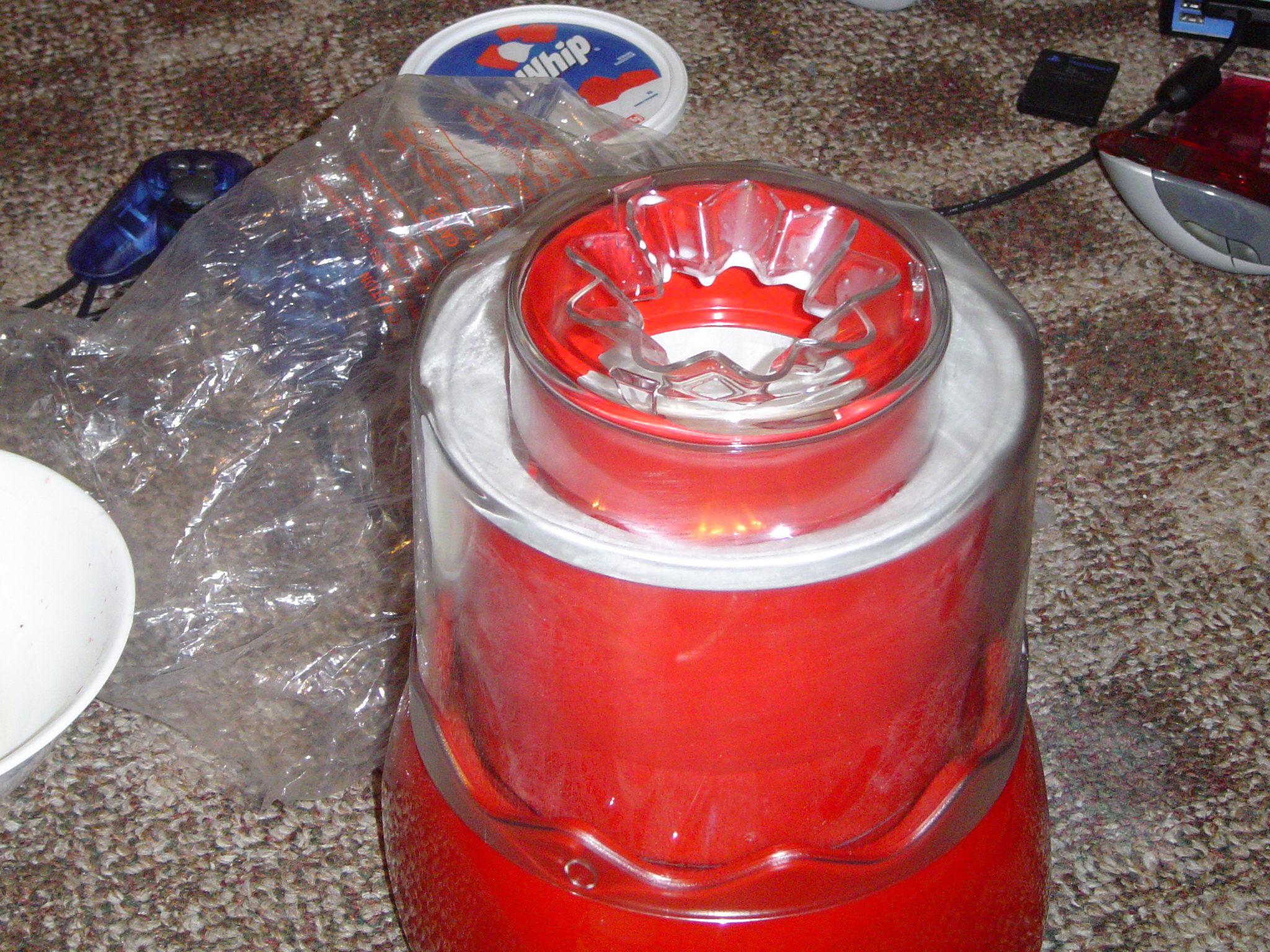
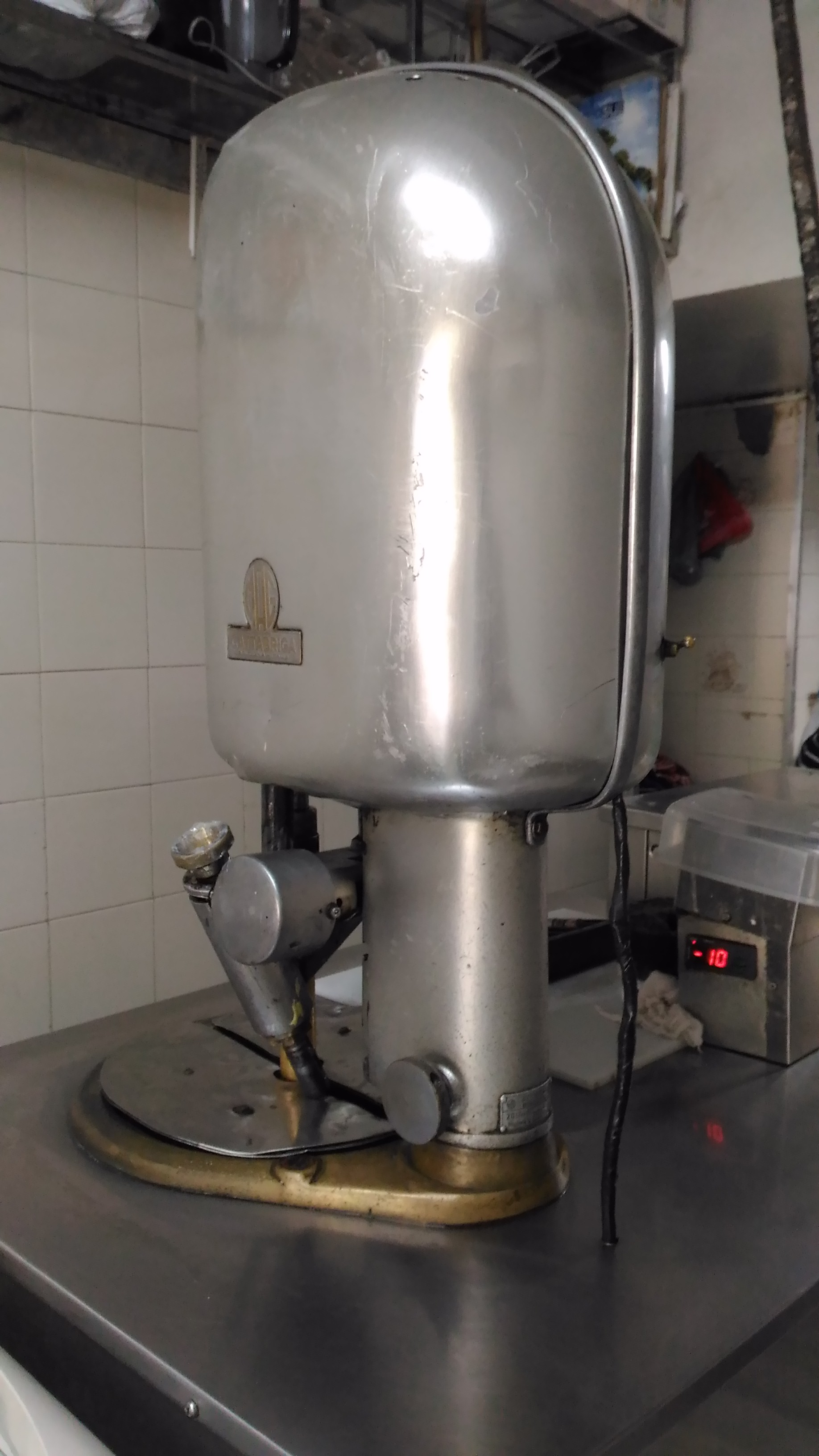
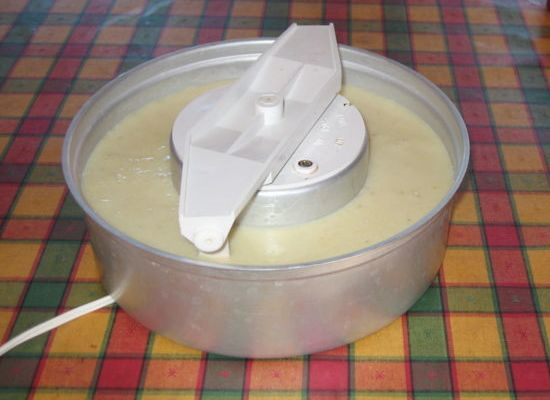
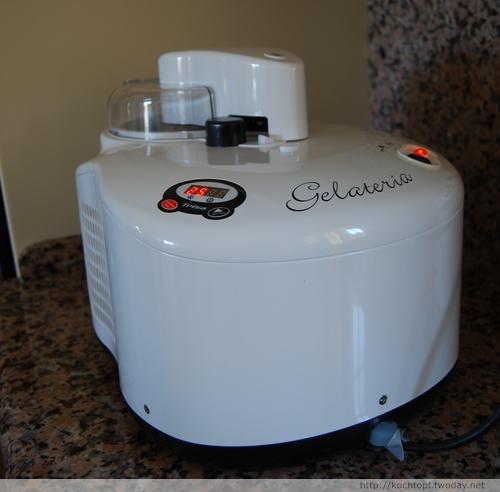